# Palau Elisabeta
Palau Elisabeta (en romanès: Palatul Elisabeta) és un palau de la carretera Kiseleff a Bucarest (Romania). Construïda el 1936, és la residència oficial a Romania de Margareta de Romania, del seu marit el príncep Radu i de la seva germana la princesa Maria.
El Palau va ser dissenyat el 1930 per l'arquitecte Duiliu Marcu i construït el 1936 per a la princesa Elisabet, la filla del rei Ferran I i la seva dona la reina Maria, i també la tia del rei Miquel I, que es va veure obligat a abdicar el 30 de desembre de 1947.
El 2001, el Senat romanès va aprovar un projecte de llei que estableix que el Palau s'atorgarà a l'antic rei per a la seva utilització com a residència durant la seva vida. Des de llavors, hi vivien membres de l'antiga família reial. Allà s'hi reben caps d'estat, reialesa i polítics estrangers, així com figures polítiques, culturals, econòmiques i acadèmiques romaneses quan es duen a terme esdeveniments especials.

## Història
El juliol de 1935, la princesa Elisabet, antiga reina consort de Grècia, es va divorciar del seu cosí segon, el destituït rei Jordi II de Grècia. Després del seu divorci, es va traslladar a Romania, on es va allotjar al castell de Banloc.
El 1930, els plans del palau Elisabeta van ser fets per l'arquitecte romanès Duiliu Marcu, que havia dissenyat el palau Victòria, així com molts altres edificis, però tots els plans d'edificació es van aturar a principis dels anys 30 a causa de la Gran Depressió. La construcció va començar finalment el 1936, amb l'edifici inaugurat el desembre de 1937.
Per a Elisabeth, el palau va ser l'assoliment d'un llarg somni esquiu, augmentat durant els anys de manca de vida a Grècia. A les seves memòries, va escriure: "Potser l'únic que realment vull és una casa pròpia que pugui anomenar meva. Sempre ha estat el meu anhel més gran des dels 17 anys. La meva casa per crear, millorar, perfeccionar i estimar, oferint hospitalitat i alegria amb tots aquells que també l'estimarien. Crec que la possessió d'una casa realment em faria feliç. Vaig viure amb aquesta esperança quan vaig tornar a Romania".
El Palau va ser la residència oficial de la princesa Elisabeth fins al 1944, quan el rei Miquel I va fer el seu cop d'estat i va enderrocar el govern de suport dels nazis. Després del cop d'estat, va deixar el Palau Reial de Bucarest, la residència real oficial del rei de Romania, i es va traslladar al palau Elisabeta amb la seva mare per estar directament al centre de la capital; La princesa Elisabet s'havia traslladat al castell de Copăceni.
El vespre del 30 de desembre de 1947, el rei Miquel va abdicar. Molt més tard, va afirmar que es va veure obligat a fer-ho a punta de pistola, amb el Palau envoltat de tropes de la divisió de Tudor Vladimirescu, una unitat de l'exèrcit fidel als comunistes.
Després de l'abdicació del rei Miquel i durant tot el període de la "República Socialista de Romania", el Palau va caure en desús fins al 2001, quan l'antiga família reial va tornar a Romania després de gairebé cinc dècades d'exili. En aquell moment, se'ls va donar un ús oficial del Palau mitjançant un projecte de llei signat per Traian Băsescu, 4t president de Romania, i aprovat pel Senat romanès.

## Galeria d'imatges

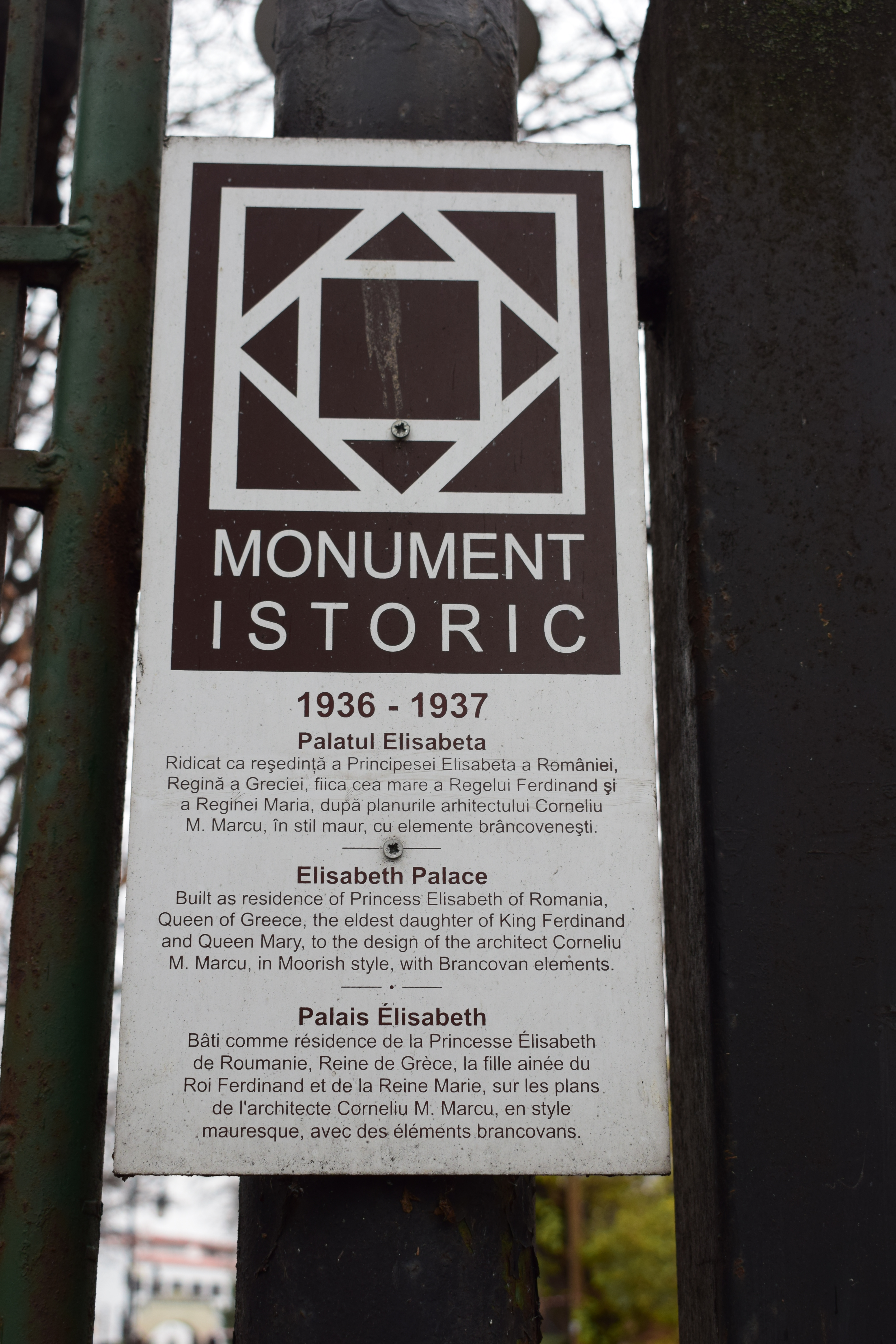
La placa trilingüe de la porta principal explica breument la història de l'edifici.
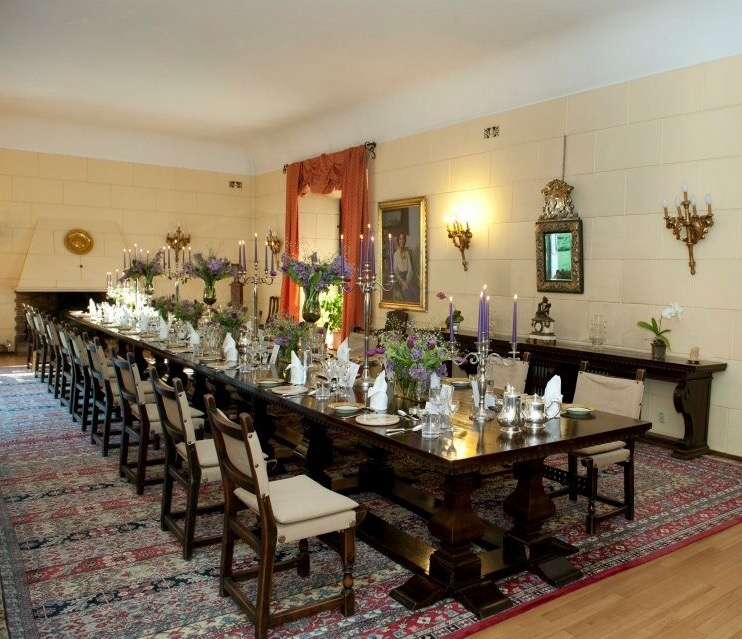
El menjador
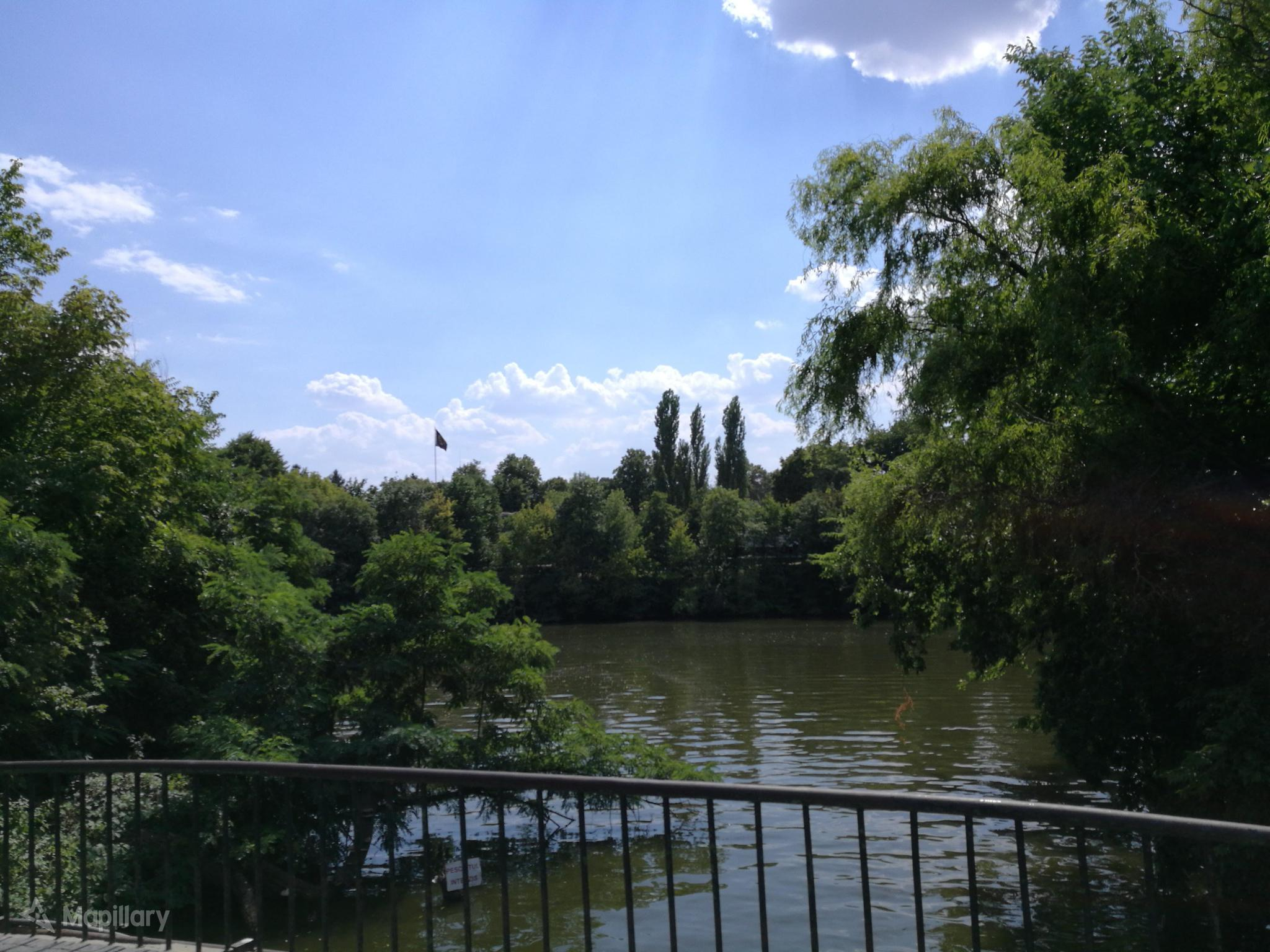
La bandera personal de la princesa heredità Margareta de Romania sobrevolant el palau
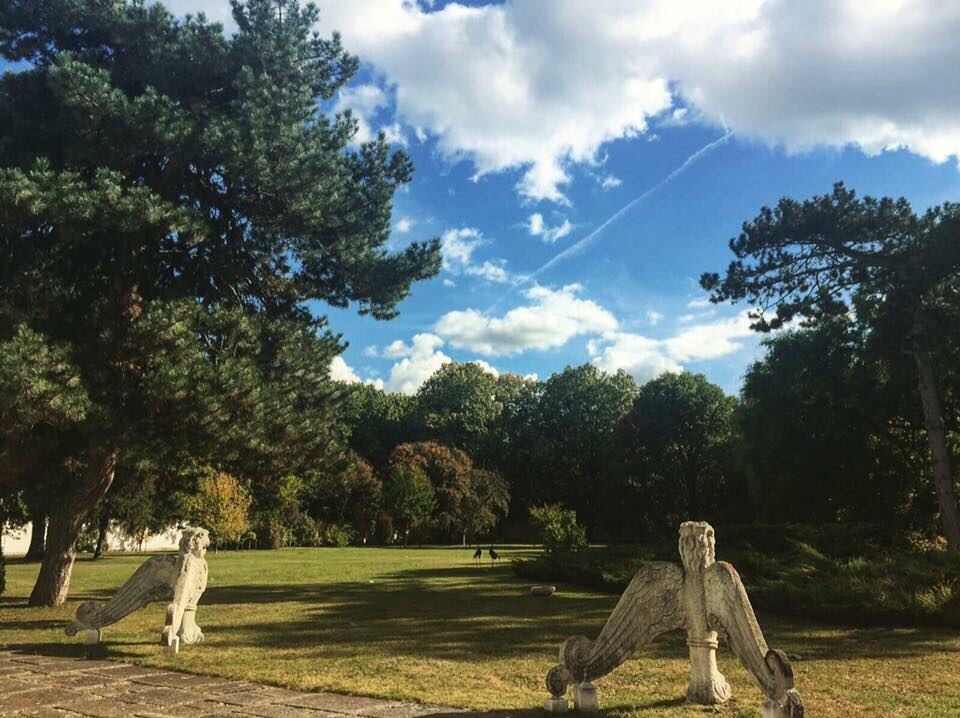
El jardí